# Дорф (Цюрих)
Дорф (нем. Dorf ZH) — коммуна в Швейцарии, в кантоне Цюрих.
Входит в состав округа Андельфинген. Население составляет 645 человек (на 31 декабря 2007 года). Официальный код — 0026.